# Habrobracon somnialis
Habrobracon somnialis är en stekelart som först beskrevs av Szepligeti 1913.  Habrobracon somnialis ingår i släktet Habrobracon och familjen bracksteklar. Inga underarter finns listade i Catalogue of Life.